# Friedrich Lüpke
Karl Friedrich Lüpke (ur. 2 października 1853 w Diedrichsdorf, zm. 1929 w Meiningen) – niemiecki lekarz weterynarii i patolog, kierownik Instytutu Patologii Królewskiej Wyższej Szkoły Weterynarii w Stuttgarcie.

## Życiorys
Syn Carla Friedricha Jacoba Lüpke (bądź Lübke), osadnika z Diedrichsdorf, oraz Friederike Nehring. Ukończył progimnazjum realne w Wolinie, następnie studiował w Wojskowej Szkole Weterynarii i na uniwersytecie w Berlinie. Prawo do wykonywania zawodu uzyskał w roku akademickim 1877/78. W latach 1878–83 pracował jako weterynarz wojskowy, następnie – od jesieni 1883 – jako weterynarz powiatowy w Białogardzie. 1 kwietnia 1886 roku został powołany na stanowisko repetytora do Wyższej Szkoły Weterynarii w Berlinie. Przydzielono go do Instytutu Patologii, gdzie pracował u boku Wilhelma Schütza, jednego z pierwszych weterynarzy zajmujących się bakteriologią. Lüpke uczestniczył tam w badaniach nad różycą, zołzami, piersiówką oraz zespołem rozrodczo-oddechowym świń. W lipcu 1886 roku został weterynarzem departamentu w Trewirze.
Od 7 października 1886 z tytułem profesora patologii ogólnej i anatomicznej wykładał w Królewskiej Wyższej Szkole Weterynarii w Stuttgarcie. Kierował tamtejszym Instytutem Patologii, jego uczniem i późniejszym asystentem był m.in. Eberhard Ackerknecht. Wprowadził do programu nauczania kursy z parazytologii i bakteriologii. Od 1 kwietnia 1900 roku kierował także uczelnianą biblioteką. Wykładał aż do zamknięcia szkoły w 1912 roku. Od 1 sierpnia 1913 czasowo zrezygnował z działalności zawodowej, jednak podczas wojny zgłosił się na ochotnika do oddziału weterynaryjnego przy Kolegium Medycznego. Emerytowany 6 maja 1922 roku. Uważany za jednego z czołowych niemieckich patologów swoich czasów, był jednym z pierwszych członków Deutsche Gesellschaft für Pathologie. Deklarował się jako narodowy liberał. W kadencji 1898–1902 zasiadał w radzie miejskiej Stuttgartu z list lokalnej Deutsche Partei. Zmarł w 1929.
Z poślubioną w 1888 roku Hedwig Bache miał troje dzieci: Ernfrida (ur. 1889), Evę (ur. 1890) i Helmutha (ur. 1892).